# Munroeodes
Munroeodes là một chi bướm đêm thuộc họ Crambidae.